# Рассказа, Алексей Васильевич
Алексей Васильевич Рассказа (31 мая 1980, Старая Гута, Брянская область — 1 марта 2000, Чечня) — старший стрелок, командир отделения 6-й парашютно-десантной роты 104-го гвардейского Краснознамённого парашютно-десантного полка ШП 76-й гвардейской Черниговской Краснознамённой воздушно-десантной дивизии, гвардии рядовой. Герой Российской Федерации (2000, посмертно).

## Биография
Алексей Рассказа родился 31 мая 1980 года в селе Старая Гута Унечского района Брянской области. Русский. Окончил среднюю школу. В мае 1999 года был призван в Российскую Армию Унечским райвоенкоматом. Службу проходил в воздушно-десантных войсках, в 76-й воздушно-десантной дивизии, дислоцированной в городе Пскове. С февраля 2000 года принимал участие в контртеррористической операции в Чечне.
29 февраля 2000 года гвардии рядовой Рассказа в составе 6-й парашютно-десантной роты участвовал в операции по блокированию чеченцев в районе Аргунского ущелья. В ходе боя у высоты 776.0, невзирая на сильнейший огонь противника, гвардии рядовой Рассказа вёл прицельный огонь по противнику из стрелкового оружия. Когда среди десантников появились раненые, Рассказа начал вытаскивать их из-под обстрела.
Утром 1 марта после сильного миномётного обстрела чеченцы крупными силами пошли в атаку. Будучи раненым, Алексей Рассказа продолжал вести по противнику  прицельный огонь. Погиб от пули снайпера, когда выносил раненого земляка Сергея Василёва.
Указом Президента РФ № 484 от 12 марта 2000 года за мужество и отвагу, проявленные при ликвидации незаконных вооруженных формирований в Северо-Кавказском регионе, гвардии рядовому Рассказе Алексею Васильевичу посмертно присвоено звание Героя Российской Федерации.
Похоронен в городе Унеча Брянской области.

## Награды
- Медаль «Золотая Звезда»

## Память
- На Аллее Героев города Унеча установлен памятник Герою.
- Имена участников боя за высоту 776.0 увековечены на мемориале воинам-десантникам 6-й роты в городе Пскове.